# Liaobei

Ehemalige Provinz Liaobei

Liaobei (chinesisch 遼北省) bzw. Liaopeh war eine ehemalige Provinz im Nordosten Chinas, die größtenteils auf dem Gebiet der heutigen Region Innere Mongolei lag. Liaoyuan (heutiges Shuangliao) war die Hauptstadt. Liaobei wurde 1934 als administrative Unterabteilung des japanisch kontrollierten Reiches Mandschukuo gegründet. Sie wurde 1949 von der Volksrepublik China in die Innere Mongolei eingegliedert.